# Rezeptorischer Transformationsprozess
Im rezeptorischen Transformationsprozess werden Signale aus der Umwelt bei Menschen und Tieren in neuronale Signale umgesetzt und zur zentralnervösen Informationsverarbeitung und selektiven Speicherung weitergeleitet (als Signaltransduktionsprozess).
Das Rezeptorpotential kann als eine kontinuierliche Spannungs-Zeitfunktion mit einer dem Reiz entsprechenden proportionalen Amplitude betrachtet werden. Die signalübertragenden Eigenschaften sind durch den Amplituden- und Phasenfrequenzgang beschreibbar (siehe auch Kodierung des Reizes). Das analog kodierte amplitudenmodulierte Rezeptorpotential wird in eine analoge Folge von Aktionspotentialen einer Amplitude der Spannung von 0,1 Volt und einer Dauer von 0,5 bis 1 Millisekunde umkodiert.
Die Aktionspotentiale werden an den Axonen der Rezeptor- oder nachgeschalteten Nervenzelle (Neuron) mit einer oberen Grenzfrequenz von 300 bis 1000 Hz zu den Folgeneuronen der zentralen Schaltstellen übertragen. Die Kodierungsformen der fortgeleiteten Erregung sind die Pulsintervall- und die Impulsfrequenzkodierung. Bei letzterer erfolgt eine zeitliche Mittelung durch Integration mit einer bestimmten Zeitkonstanten. Bei der experimentellen Darstellung der Antwortfunktion wird nicht nur über einem bestimmten Zeitabschnitt gemittelt, sondern es werden auch Mittelwerte der momentanen Antworten auf wiederholte Reizung bestimmt. Diese Mittelwertbildung entspricht der zeitlichen und räumlichen Integration von Signalen, d. h. der Konvergenz zahlreicher Axonendigungen an einer Nervenzelle.
In den Axonendigungen erfolgt durch die eintreffenden Aktionspotentiale die Freisetzung einer Transmittersubstanz, die an den nachgeschalteten Neuronen den Leitwert für Natriumionen ({\displaystyle Na^{+}}) und Kaliumionen ({\displaystyle K^{+}}) bei erregenden Synapsen oder Chlorid- ({\displaystyle Cl^{-}}) oder Kaliumionen bei hemmenden Synapsen verändern. Dadurch kommt es entweder zu einem lokalen depolarisatorischen  exzitatorischen postsynaptischen Potential (EPSP) oder zu einem hyperpolarisatorischen inhibitorischen postsynaptischen Potential (IPSP).
Aufgrund der morphofunktionellen Freisetzung der Erregersubstanz und postsynaptischen Erregung besitzt die Synapse eine „Gleichrichterwirkung“, die den für den Regelkreise typischen gerichteten (rückwirkungsfreien) Informationsfluss garantiert. Die an den verschiedenen Synapsen eines Neurons ausgelösten EPSP und IPSP summieren sich räumlich und zeitlich (genannt: Bahnung; siehe Aufmerksamkeit als Wahrnehmung). Erreicht die Depolarisation des Membranpotentials einen kritischen Schwellenwert, erfolgt am Ausgang des Neurons (beim Initialsegment, Axonhügel) erneut die Generierung von Aktionspotentialen, die auf dem Axon und seinen Verzweigungen zu nachgeschalteten Neuronen übertragen werden. 
Hierbei ist die Impulsfrequenz wiederum der Größe und Dauer der aus EPSP und IPSP summierten lokalen Erregung proportional. Dekodierungs-, Integrations- und Kodierungsoperationen wiederholen sich auf allen Schaltniveaus. Die formalen Übertragungseigenschaften wie Addition und Multiplikation ermöglichen im Zusammenhang mit der Vielfalt der Verschaltungen verschiedenartige Operationen. Während Intensität und zeitlich rezeptorische Anpassungsänderungen (d. h. durch Adaptation) repräsentiert werden, gilt diese Kodierunsgform für die Sinnesqualität nicht (siehe Wahrnehmung von Sinnesqualitäten).
Die Qualität der übertragenden Meldung ist für jede Nervenbahn durch ihren rezeptorischen Ausgang und ihre zentrale Adresse festgelegt. Es wird deshalb im Gegensatz zum Frequenz- und Zeitkode von einer topographischen oder räumlichen Kodierung gesprochen. Auf angeborenen neuronalen Schaltplänen (wie rezeptive Felder, peripher-zentral korrespondierende Projektion) beruht neben der Qualitätsempfindung auch die Lokalisierbarkeit von Informationsquellen.
Zwischen den subjektiven und zentralnervösen Resultaten der Informationsverarbeitung besteht eine weitgehende Korrespondenz, so dass auch für das Gedächtnis ein weitgehend zuverlässiges Abbild der objektiven Umwelt angenommen werden kann. Der funktionelle Zusammenhang wird auch durch das psychophysische Grundgesetz (Weber-Fechner-Gesetz) und in einer allgemeinen Form durch die Stevenssche Potenzfunktion beschrieben.